# مجيد لطيف القيسي
مجيد لطيف القيسي شاعر شعبي عراقي من مؤسسي جمعية الشعراء الشعبيين ويعد من أعلام الشعر الشعبي وأحد مُصنفي أصوله وباحث في التراث الشعبي.

## نسبهُ
هو مَـجـيـد بن لطيف بن جاسم بن محمد بن حسين بن إسماعيل بن شلال القيسي من عشيرة الكرخية التي تقطن منذ القدم ضواحي نهر مهروت كنعان ومهروت ترعة من نهر ديالى وكنعان إحدى نواحي بعقوبة، وقبيلة قيس غنية عن التعريف بإبائها وسخائها وشهامتها وأرومتها وأصالتها العربية فقد أنجبت كثير من الشعراء والادباء والكتاب والقادة الميامين أمثال عامر بن الطفيل وملاعب الاسنة في العصر الجاهلي والصحابي الجليل مالك الاشتر صاحب الامام علي عليه السلام وفي هذه القبيلة قال الشاعر المتنبي:

## ولادته ونشأته
ولد الشاعر في بغداد سنة 1930 في محلة باب الشيخ إحدى محلات الرصافة في بغداد، من عائلة كبيرة تقطن هذه المحلة منذ زمن طويل وتعرف عائلته ب (بيت جاسم المحمد) الكرخي القيسي وفي عام 1934 أنتقل والد الشاعر إلى محلة البو شبل حيث يسكن هناك أخواله من عشيرة الكروية القيسية حيث تنحدر والدة الشاعر من بيكَات الكروية وهُم بيت (إبراهيم النجم بن محمد بيك بن الأمير عبد الله بن الأمير بايزيد بن الأمير ناصر بن الأمير حسين بن الأمير حازم) وهم من رؤساء الكروية الاصليين. وأدخله أبوه الكتّاب لتعلم القراءة لكنه تركها لمرافقة أبيه في عمله (البناء) واستطاع فيما بعد تعلم القراءة والكتابة على يد أصدقاء أبيه.

## حياته وتعلمه الشعر
تتلمذ الشاعر على يد والده الذي كان يقول الشعر ارتجازاً، حيث كانت له قصيدة مرتجزة في مدح رئيس عشيرة الكرخية (مخيبر مرهج الكرخي القيسي) أثناء اشتراك العشيرة في ثورة العشرين حيث قام بالسيطرة على مدينة بعقوبة مع أفراد عشيرته: 

وكان يسمع من والده وأخيه الأكبر أبيات النايل والابوذية والموال وبذلك تكونت عنده ملكة النظم.

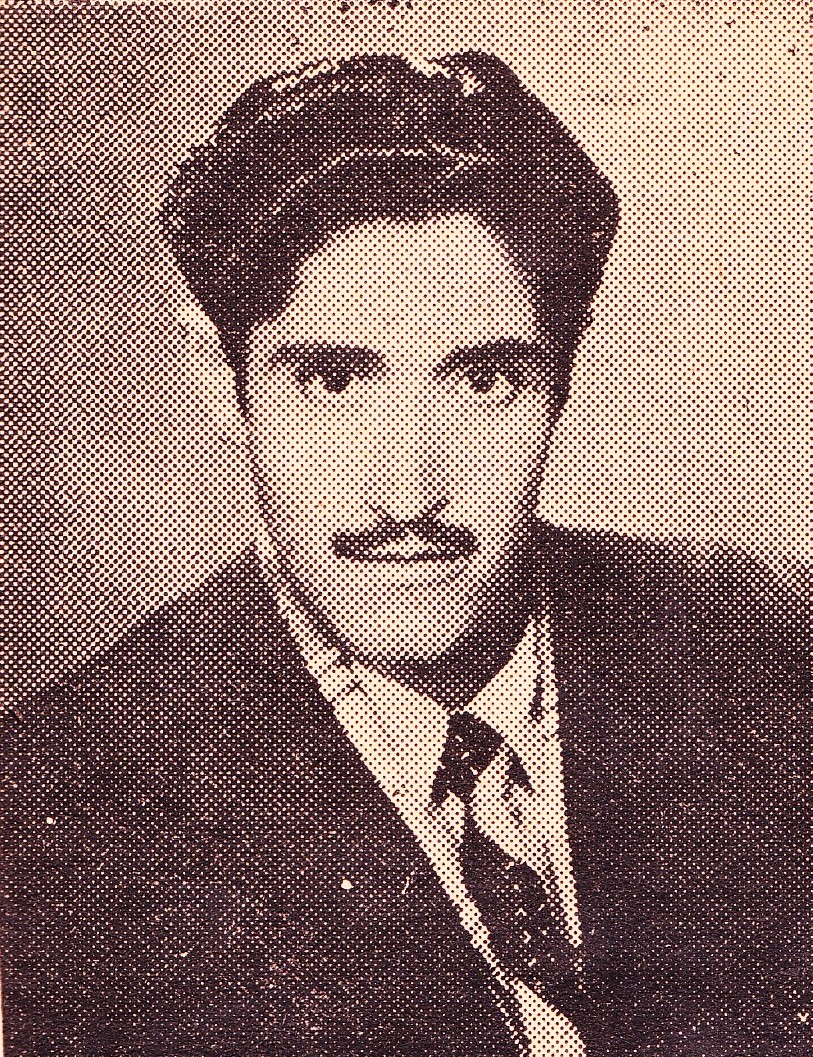
صورة للبناء مجيد لطيف القيسي في شبابه

استطاع الشاعرمجيد لطيف القيسي أن يجاري والده في مهنته الشاقة وعمره لا يتجاوز التاسعة ولهذا أصبح يلقب بالـبـنـاء ويفاخر بهذا اللقب الذي يدل على القوة والمهارة ومع هذا العمل المنهك لم يفارق نظم الشعر ولم ينشغل عنه وكثيراً ما كان يصف التعب الذي يلاقيه إذ قال في إحدى قصائده في سنة 1946:
وهنا نرى بانه كان شعبياً بحق حيث ربط مصيرهُ بمصير جماهير الشعب وكان هو لسانها البليغ في التعبير عن إرادتها في جميع المناسبات، فعند قيام ثورة مايس 1941 ضد المستعمر الإنكليزي يشارك في كتائب الشباب (الفتوة) التي ضمت فريقا من الشباب المثـقف المتحمس للتطوع لخدمة الوطن وهم يحملون السلاح ويقفون إلى جانب قوات الجيش العراقي التي قامت بالثورة حينها وكانت لهُ قصيدة على طريقة الهوسة لتحميس الشباب:
وعندما كانت الغارات الجوية البريطانية تحوم في سماء العراق وبغداد وكانت صافرة الإنذار تنبه وتحذر الناس للدخول إلى الملاجيء واطفاء الانوار تجنبا للقصف العشوائي كانت للشاعر البناء القيسي قصيدة:
وقال في الذكرى الأولى للثورة في عام 1942 قصيدة القاها في حشد جماهيري وألقت القبض عليه بعدها شرطة أبي سيفين وأُودع التوقيف وجاء فيها:
وفي عام 1948 عندما وثب الشعب العراقي مستنكرا توقيع معاهدة بورتسموث ومطالباً بسقوط حكومة صالح جبر، أعتلى الشاعر القيسي منبر جامع الحيدرخانه منطلق الانتفاضات والوثبات الشعبية ببغداد منذ اندلاع ثورة العشرين وأنشد قصيدتهُ التي إستعرض بها مجزرة جسر الشهداء وجاء فيها:
وفي نفس العام قامت حرب فلسطين 1948 حيث شارك شاعرنا بنظم عدة قصائد ألقى بعضها في الإذاعة العراقية، ومن خلال احتكاكه بالعمل في الإذاعة أخذ انطباع سيء عنها وكتب قصيدة ارسلها إلى الإذاعة قال فيها:

وفي عام 1954 وعلى أثر تزييف الانتخابات النيابية كتب قصيدة لحث الجماهير وبأسلوب حماسي يشجب فيها تدخل السلطة انذاك في إجراء الانتخابات ودعاهم إلى مقاطعتها وقد القاها في جامع قنبر علي ومطلعها:

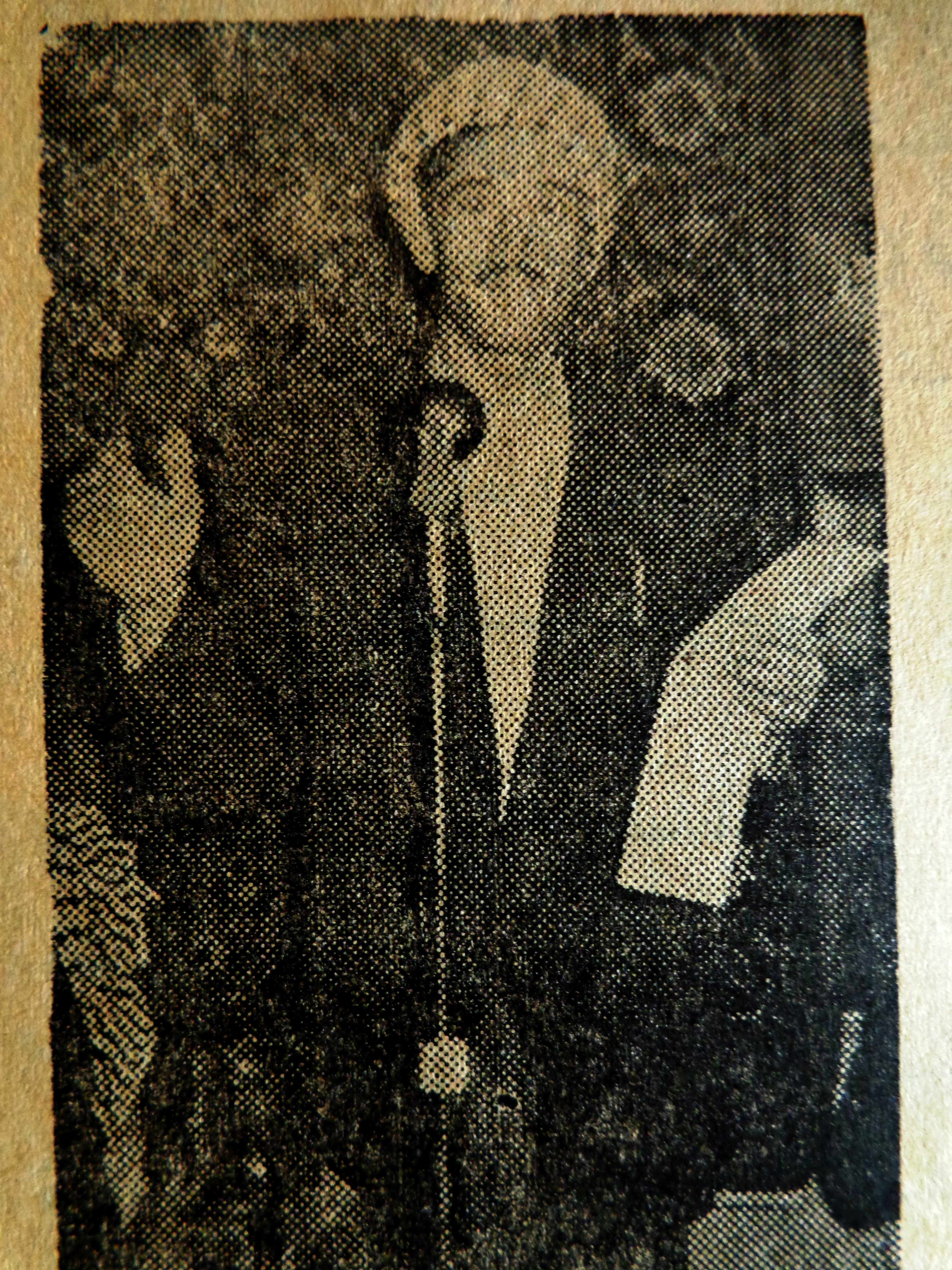
صورة للشاعر مجيد لطيف القيسي في جامع قنبر علي سنة 1954

ويقول أيضا:

ترأس الشاعر مجيد لطيف القيسي لفترة من الزمن في ستينات القرن الماضي جمعية الشعراء الشعبيين التي كان من مؤسسيها في بغداد كما قام بتصنيف الشعر الشعبي حسب بحور وأوزان تربوا عن (39) وزناً في كتابه معرفة أوزان الشعر الشعبي العراقي.

## وفاته
توفي الشاعر مجيد لطيف الفيسي جراء حادث مؤسف تعرض له أثناء خروجه إلى عمله في الصباح الباكر من خريف سنة 1992م.

## أشعارهُ
قصيدة من وزن الدارمي نشرت في مجلة المتفرج البغدادية سنة 1969م:

حيرة

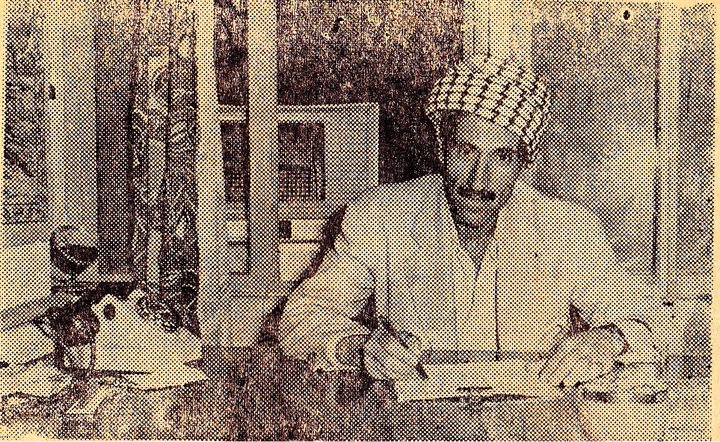
البناء مجيد لطيف القيسي بتاريخ 1970

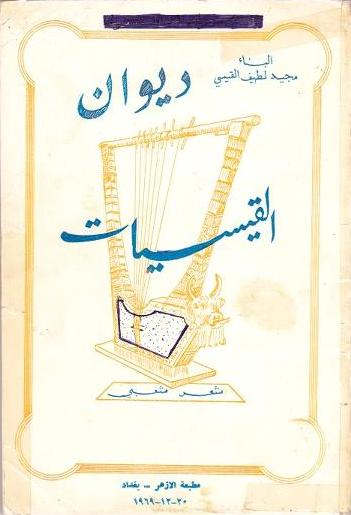
ديوان القيسيات للشاعر البناء مجيد لطيف القيسي الذي نشر بتاريخ 1970

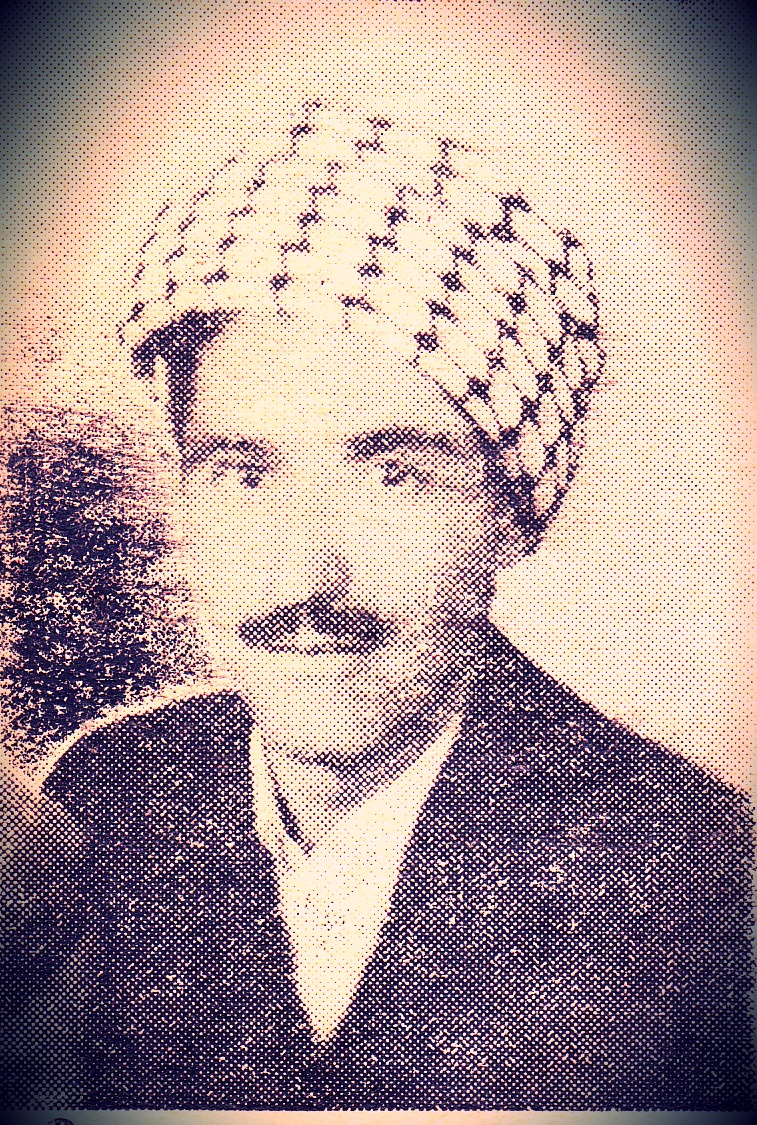
الشاعر مجيد لطيف القيسي

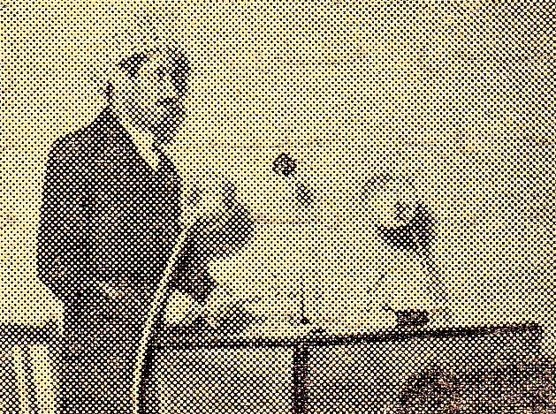
مجيد لطيف القيسي

هذه قصيدة على (طريقة المجرشة) نشرت للشاعر مجيد لطيف القيسي في جريدة الشرق في عددها المرقم 657 في 14-12-1962:

عابر سبيل

وهذه قصيدة من نوع من الشعر يسمى الموال الزهيري وهذا مقطع منها للشاعر مجيد القيسي:
| مجيد لطيف القيسي | يشبول يعرب يقومي يااسودالفله يا من عدلكم لعد جمع الظلاله فله العز حليف الكم اما لسواكم فله انتم رجال الوغى يكرام ابٍ وجد ابسطح الكرة للوفه ما غير حيكم وجد كل فرد منكم صخه ابروحه وجاهد وجد حازم ويوفي ابعهوده للذي يوفله. | مجيد لطيف القيسي |

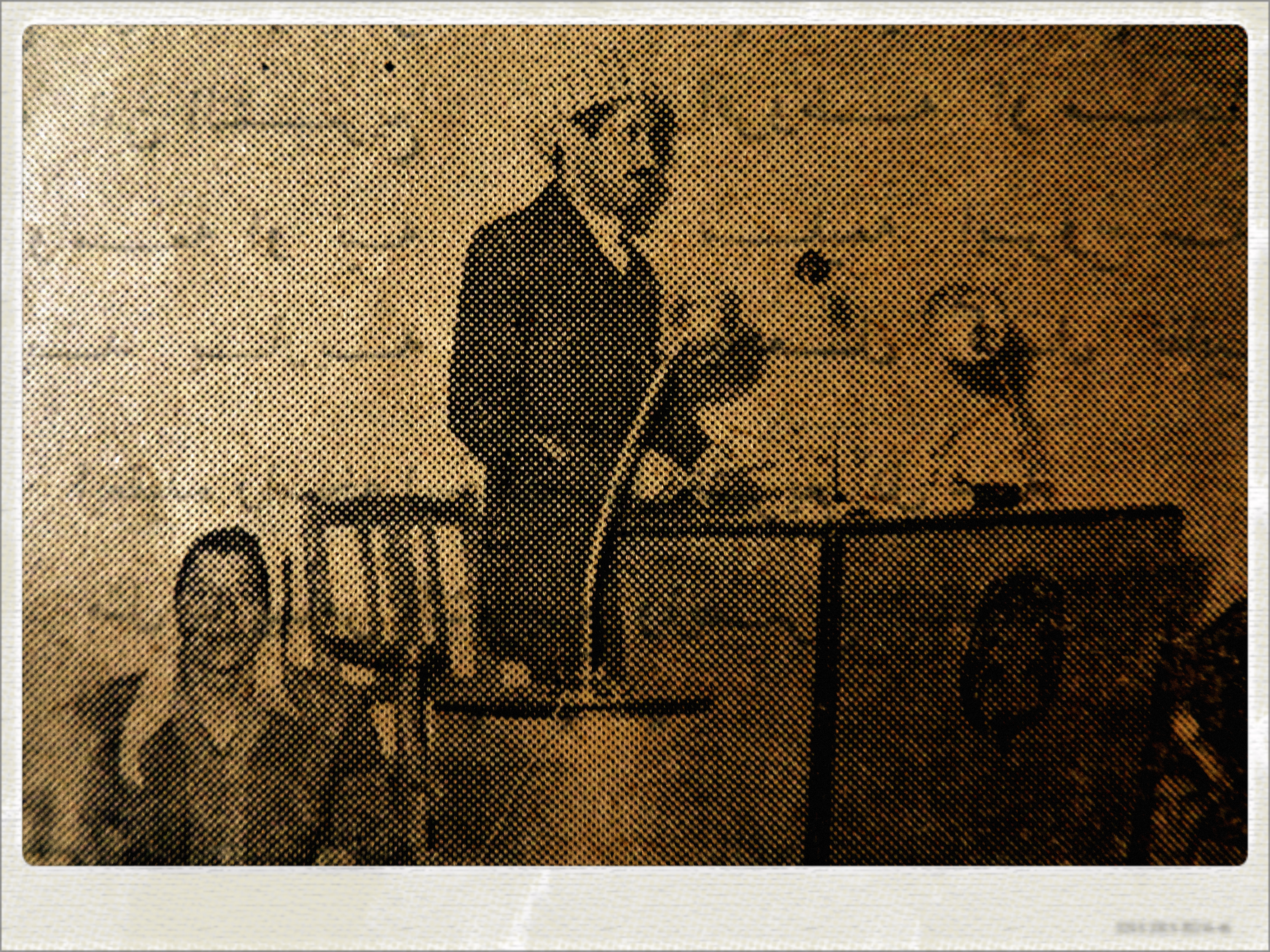
الشاعر البناء مجيد لطيف القيسي في الكاظمية سنة 1961 بمناسبة مولد النبي محمد صلى الله عليه وآله وسلم

هذه قصيدة للشاعر مجيد لطيف القيسي من بحر الطويل نشرت بتاريخ 18-10-1969 في مجلة الفكاهة العدد 152 بعنوان (يا حادي العيس):
هذه قصيدة من بحر الطويل نشرت عام 1961 للشاعر مجيد لطيف القيسي:

مقطع من قصيدة (ألمـن؟) للشاعر مجيد لطيف القيسي من وزن النصارى (بحر الوافر) ويسميه البغداديون (الهيـليـة) القيت في امسية لجمعية الشعراء الشعبيين في عام 1968م: 

## مؤلفاته واعماله
- ديوان القيسيات (محفوظ في دار الكتب والوثائق الوطنية)تاريخ النشر1970.
- معرفة اوزان الشعر الشعبي العراقي.
- ديوان النفس الحائرة (محفوظ في دائرة المعارف الحسينية).
- الشعر الشعبي (محفوظ في دار الكتب والوثائق الوطنية)تاريخ النشر1985.
- معركة بين العقل والحظ.
- عن شقاوات بغداد (بحث لم يطبع).